# Ficus cuspidata
Ficus cuspidata är en mullbärsväxtart som beskrevs av Caspar Georg Carl Reinwardt och Carl Ludwig von Blume. Ficus cuspidata ingår i släktet fikonsläktet, och familjen mullbärsväxter. Inga underarter finns listade i Catalogue of Life.